# Nephelaphyllum verruculosum
Nephelaphyllum verruculosum är en orkidéart som beskrevs av Cedric Errol Carr. Nephelaphyllum verruculosum ingår i släktet Nephelaphyllum och familjen orkidéer. Inga underarter finns listade i Catalogue of Life.